# Заохочення до підкорення вершин
Заохочення до підкорення вершин (яп. ヤマノススメ, Yama no Susume) — серія манґи у жанрі повсякденність написана та ілюстрована манґакою Шіро. Серіалізація почалась у журналі Comic Earth Star від Earth Star Entertainment у 2011 році. Аніме-серіал від Eight Bit транслювався в Японії з січня по березень 2013 і одночасно виходив на Crunchyroll. Другий сезон транслювався з липня по грудень 2014. У жовтні 2017 вийшла OVA, третій сезон транслювався з липня по вересень 2018. Новий аніме-серіал Encouragement of Climb: Next Summit транслювався з жовтня по грудень 2022.
В Україні серіал транслювався на телеканалі Суспільне Культура.

## Сюжет
Аой Юкімура — тиха дівчина, яка живе в Ханно, вона любить залишатися вдома та боїться висоти. Коли вона возз'єднується зі своєю подругою дитинства Хінатою Курауе, яка є товариською та любить альпінізм, вони вирішують разом піднятися на гору, щоб побачити схід сонця, який вони бачили разом, коли були молодшими. По дорозі вони зустрічають кількох інших дівчат, які також зацікавлені у природі, і починають серію пригод у різних горах Японії.

## Персонажі
Аой Юкімура (яп. 雪村 あおい, Yukimura Aoi)
Сейю: Юка Іґучі
Учениця старшої школи, яка почала боятись висоти після того, як впала на майданчику і зламала ногу. Завдяки впливу Хінати, Аой знову починає цікавитись походами у гори.
Хіната Курауе (яп. 倉上 ひなた, Kuraue Hinata)
Сейю: Кана Асумі
Гіперактивна дівчина, яка обожнює гори. Вона була подругою Аой у молодшій школі, і возз'єдналася із нею у старшій школі. Вона заохочує Аой підкорити страх висоти і почати знову займатись альпінізмом.
Каеде Сайто (яп. 斎藤 楓, Saitō Kaede)
Сейю: Йоко Хікаса
Старшокласниця, яка ходить до тієї ж школи, що й Аой і обожнює альпінізм. Вона подружилась з Аой коли вони зустрілись у магазині спорядження.
Кокона Аоба (яп. 青羽 ここな, Aoba Kokona)
Сейю: Юі Оґура
Учениця середньої школи, яка зустрілась і подружилась з Аой на гірській доріжці.
Хонока Куросакі (яп. 黒崎 ほのか, Kurosaki Honoka)
Сейю: Нао Тояма
Молода фотографиня, яку Аой зустріла, підіймаючись на гору Таніґава. Вона є ученицею середньої школи і на один рік старша за Кокону, і ходить до місцевої школи у Такасакі.
Юка Сасахара (яп. 笹原 ゆうか, Sasahara Yūka)
Сейю: Юй Макіно
Однокласниця Каеде у середній і старшій школі. Вона часто хвилюється про безпеку Каеде, коли та підіймається на гори.
Кохару Сенджюін (яп. 千手院 小春, Senjuin Koharu)
Сейю: Емірі Івай
Президентка Клубу альпінізму в старшій школі, у яку ходить Аой. Однокласниця Каеде та Юки.
Міо (яп. みお)
Сейю: Кьоко Нарумі (1 сезон), Аяка Нанасе (Після OVA)
Однокласниця Аой. Вона інколи говорить з Аой, бо перемається її ізоляцією.
Юрі (яп. ゆり)
Сейю: Юко Ґібу (1 сезон), Канон Такао (Після OVA)
Одна із однокласниць Аой.
Касумі Такенака (яп. 竹中 かすみ, Takenaka Kasumi)
Сейю: Ай Ямамото
Однокласниця Аой, яка вчилась у одному класі з нею з середньої школи, але ніколи не могла з нею заговорити.
Макото Юкімура (яп. 雪村 誠, Yukimura Makoto)
Сейю: Фумінорі Комацу
Батько Аой.
Меґумі Юкімура (яп. 雪村 恵, Yukimura Megumi)
Сейю: Хісакава Ая
Матір Аой.
Кенічі Курауе (яп. 倉上 健一, Kuraue Ken'ichi)
Сейю: Серіо Оґіно
Батько Хінати, досвідчений альпініст, який узяв Аой і Хінату у похід на гору Таніґава, коли вони були молодшими.
Май Курауе (яп. 倉上 舞, Kuraue Mai)
Сейю: Рьока Юдзукі
Матір Хінати.
Май Аоба (яп. 青羽 麻衣, Aoba Mai)
Сейю: Ріса Хаямідзу
Матір Кокони.
Тайкі Куросакі (яп. 黒崎 大樹, Kurosaki Taiki)
Сейю: Ацуші Імаруока
Старший брат Хоноки.
Сусукі (яп. すすき, Susuki)
Сейю: Ацуші Імаруока
Менеджерка магазину кондитерського магазину "Судзукі, у якому Аой працює неповний робочий день.
Хікарі Онодзука (яп. 小野塚 ひかり, Onozuka Hikari)
Сейю: Юко Ґібу
Енергійна студентка, яка працює у кондитерському магазині разом з Аой.

## Медіа

### Манґа
Заохочення до підкоення вершин почалась як серія манґи, написана та ілюстрована Шіро та опублікована в журналі Comic Earth Star від Earth Star Entertainment. Перший розділ з'явився у вересневому випуску журналу за 2011 рік, який вийшов 12 серпня 2011 року. Розділи серії зібрані в 24 томи, опубліковані в період з 12 червня 2012 року по 13 грудня 2023 року.
| №  | Дата виходу       | ISBN               |
| -- | ----------------- | ------------------ |
| 1  | 12 червня 2012    | ISBN 9784803003437 |
| 2  | 12 грудня 2012    | ISBN 9784803003987 |
| 3  | 12 березня 2013   | ISBN 9784803004342 |
| 4  | 11 травня 2013    | ISBN 9784803004694 |
| 5  | 12 жовтня 2013    | ISBN 9784803005080 |
| 6  | 12 червня 2014    | ISBN 9784803005806 |
| 7  | 12 серпня 2014    | ISBN 9784803005967 |
| 8  | 12 лютого 2015    | ISBN 9784803006681 |
| 9  | 11 липня 2015     | ISBN 9784803007466 |
| 10 | 12 листопада 2015 | ISBN 9784803008128 |
| 11 | 12 березня 2016   | ISBN 9784803008760 |
| 12 | 12 серпня 2016    | ISBN 9784803009422 |
| 13 | 13 лютого 2017    | ISBN 9784803009958 |
| 14 | 10 серпня 2017    | ISBN 9784803010886 |
| 15 | 12 березня 2018   | ISBN 9784803011692 |
| 16 | 12 жовтня 2018    | ISBN 9784803012347 |
| 17 | 12 березня 2019   | ISBN 9784803012781 |
| 18 | 20 січня 2020     | ISBN 9784803013757 |
| 19 | 12 серпня 2020    | ISBN 9784803014389 |
| 20 | 12 квітня 2021    | ISBN 9784803015096 |
| 21 | 10 серпня 2021    | ISBN 9784803015584 |
| 22 | 12 вересня 2022   | ISBN 9784803016895 |
| 23 | 12 квітня 2023    | ISBN 9784803017717 |
| 24 | 13 грудня 2023    | ISBN 9784803018776 |

### Аніме
Телевізійний аніме-серіал, знятий Юсуке Ямамото та спродюсований Eight Bit, транслювався в Японії на Tokyo MX з 3 січня по 21 березня 2013 року, а також одночасно виходив на Crunchyroll. Кінцевою темою є "Staccato Days" (яп. スタッカート・デイズ, Sutakkāto Deizu) Юки Іґучі та Кани Асумі. Серіал складався з дванадцяти п'ятихвилинних епізодів з додатковим OVA-епізодом, який був у комплекті з випуском серіалу на Blu-ray 14 травня 2013 року.
Другий сезон, що складається з 24 п'ятнадцятихвилинних епізодів, почав транслюватися 9 липня 2014 року. Початкова тема — "Natsuiro Present" (яп. 夏色プレゼント, Natsuiro Purezento) від Іґучі, Асумі, Йоко Хікаси та Юй Оґури, "Mainichi Koharu Biyori" (яп. 毎日コハルビヨリ) від Іґучі й Асумі для шістнадцятого епізоду і далі; кінцеві теми: «Tinkling Smile» Оґури для перших дванадцяти епізодів, «Staccato Days» для епізодів з тринадцятого по п'ятнадцятий та «Cocoiro Rainbow» Кьоко Нарумі для епізодів від шістнадцятого й далі.
OVA під назвою Omoide Present (яп. おもいでプレゼント, Omoide Purezento) вийшла 26 січня 2018 року, пізніше відбувся показ у кінотеатрах і обмежений реліз 28 жовтня 2017. Для OVA кінцевою темою є Omoide Creators (яп. おもいでクリエイターズ) від Іґучі та Асумі.
Прем'єра третього сезону аніме відбулася 2 липня 2018 року та складалася з 13 епізодів, закінчившись 24 вересня 2018 року. У третьому сезоні початковою темою є "Chiheisen Stride" (яп. 地平線ストライド) від Іґучі, Асумі, Хікаси та Оґури, а завершальною темою є "Irochigai no Tsubasa" (яп. 色違いの翼) від Іґучі та Асумі.
16 вересня 2019 року під час Осіннього фестивалю в Японії було анонсовано новий проєкт. 18 березня 2021 року було оголошено, що проєкт — це новий аніме-телесеріал під назвою "Encouragement of Climb: Next Summit (яп. ヤマノススメ Next Summit, Yama no Susume Nekusuto Samitto). Він складався з 12 повнометражних епізодів, а головний персонал і акторський склад повторили свої ролі з попередніх сезонів. Серіал транслювався з 5 жовтня по 21 грудня 2022 року. Початковою темою є «Omoi Nochi Hare» (яп. 想いのち晴れ) від Іґучі та Асумі, а кінцевою темою для перших 11 епізодів є «Tobira wo Akete Beru o Narasou» (яп. 扉を開けてベルを鳴らそう) від Іґучі та Асумі, кінцевою темою для епізодів 12 є «Staccato Days» від Іґучі та Асумі.
Українською мовою аніме транслюється на телеканалі Суспільне Культура. Права на показ аніме надав Японський фонд.